# Francia férfi vízilabda-bajnokság (első osztály)
A francia férfi vízilabda-bajnokság (franciául: Championnat de France de water polo masculin) a Francia Úszó-szövetség által szervezett vízilabda-versenysorozat, mely 1896 óta évente kerül megrendezésre.
A bajnokságban tíz csapat vesz részt. Jelenlegi címvédő a CN Marseille.

## Az eddigi bajnokságok
| Év   | Első                                              | Második                                           | Harmadik                                          |
| ---- | ------------------------------------------------- | ------------------------------------------------- | ------------------------------------------------- |
| 1896 | Pupilles de Neptune Lille                         |                                                   |                                                   |
| 1897 | ?                                                 |                                                   |                                                   |
| 1898 | ?                                                 |                                                   |                                                   |
| 1899 | ?                                                 |                                                   |                                                   |
| 1900 | Pupilles de Neptune Lille                         | Libellule de Paris                                |                                                   |
| 1901 | Pupilles de Neptune Lille                         | Libellule de Paris                                |                                                   |
| 1902 | Libellule de Paris                                | Pupilles de Neptune Lille                         | RC Roubaix                                        |
| 1903 | Libellule de Paris                                | Nationale Saint-Mandé                             |                                                   |
| 1904 | Libellule de Paris                                | FC Paris                                          |                                                   |
| 1905 | CA Paris                                          | Pupilles de Neptune Lille                         |                                                   |
| 1906 | CA Paris                                          | —                                                 |                                                   |
| 1907 | Libellule de Paris                                | Pupilles de Neptune Lille                         |                                                   |
| 1908 | CA Paris                                          | Pupilles de Neptune Lille                         |                                                   |
| 1909 | EN Tourcoing                                      | CN Lyon                                           | Libellule de Paris Burdigala de Bordeaux          |
| 1910 | EN Tourcoing                                      | SCUF Paris                                        | Libellule Havraise CN Lyon                        |
| 1911 | EN Tourcoing                                      | FVC Nice                                          | Havre AC Libellule de Paris                       |
| 1912 | EN Tourcoing                                      | SCUF Paris                                        | CN Lyon Havre AC                                  |
| 1913 | EN Tourcoing                                      | CN Lyon                                           | Libellule de Paris AS Cannes                      |
| 1914 | EN Tourcoing                                      |                                                   |                                                   |
| 1915 | EN Tourcoing                                      |                                                   |                                                   |
| 1916 | EN Tourcoing                                      |                                                   |                                                   |
| 1917 | EN Tourcoing                                      |                                                   |                                                   |
| 1918 | EN Tourcoing                                      |                                                   |                                                   |
| 1919 | EN Tourcoing                                      | Libellule de Paris                                | CN Nice                                           |
| 1920 | EN Tourcoing                                      | Libellule de Paris                                | CN Lyon                                           |
| 1921 | EN Tourcoing                                      | Libellule de Paris                                | SC Monte-Carlo                                    |
| 1922 | EN Tourcoing                                      | Libellule de Paris                                | CN Nice                                           |
| 1923 | EN Tourcoing                                      | Libellule de Paris                                | SCUF Paris                                        |
| 1924 | Libellule de Paris                                | EN Tourcoing                                      | SCUF Paris                                        |
| 1925 | EN Tourcoing                                      | Libellule de Paris                                | SCUF Paris                                        |
| 1926 | EN Tourcoing                                      | Libellule de Paris                                | CN Nice                                           |
| 1927 | EN Tourcoing                                      | CN Nice                                           | AS Strasbourg                                     |
| 1928 | EN Tourcoing                                      | Libellule de Paris CN Nice                        |                                                   |
| 1929 | EN Tourcoing                                      | SCUF Paris                                        | Libellule de Paris AS Strasbourg                  |
| 1930 | EN Tourcoing                                      | CN Nice                                           | SCUF Paris                                        |
| 1931 | EN Tourcoing                                      | SCUF Paris                                        | CN Nice                                           |
| 1932 | EN Tourcoing                                      | EN Tourcoing II.                                  | CRS Marseille                                     |
| 1933 | EN Tourcoing                                      | EN Tourcoing II.                                  | CN Marseille                                      |
| 1934 | EN Tourcoing                                      | EN Tourcoing II.                                  | CN Marseille CN Paris                             |
| 1935 | EN Tourcoing                                      | EN Tourcoing II.                                  | CN Paris                                          |
| 1936 | EN Tourcoing                                      | CN Tunis                                          | EN Tourcoing II.                                  |
| 1937 | EN Tourcoing                                      | CN Tunis                                          | CN Paris                                          |
| 1938 | EN Tourcoing                                      | CN Tunis                                          | CN Paris Libellule de Paris                       |
| 1939 | EN Tourcoing                                      | RU Alger                                          | CN Tunis                                          |
| 1940 | EN Tourcoing                                      |                                                   |                                                   |
| 1941 | EN Tourcoing                                      | Dauphins du Toulouse OEC                          |                                                   |
| 1942 | EN Tourcoing                                      | Dauphins du Toulouse OEC                          | CN Lyon                                           |
| 1943 | EN Tourcoing                                      | Libellule de Paris                                | CN Marseille                                      |
| 1944 | EN Tourcoing                                      |                                                   |                                                   |
| 1945 | EN Tourcoing                                      | Dauphins du Toulouse OEC                          | SCUF Paris                                        |
| 1946 | EN Tourcoing                                      | Dauphins du Toulouse OEC                          | SCUF Paris                                        |
| 1947 | EN Tourcoing                                      | Dauphins du Toulouse OEC                          | EN Tourcoing II. Libellule de Paris               |
| 1948 | EN Tourcoing                                      | Dauphins du Toulouse OEC                          | Stade Français Paris EN Tourcoing II.             |
| 1949 | EN Tourcoing                                      | AS Montpensier Alger                              | Paris UC                                          |
| 1950 | EN Tourcoing                                      | AS Montpensier Alger                              | CN Paris                                          |
| 1951 | Racing CF Paris                                   | EN Tourcoing                                      | AS Montpensier Alger                              |
| 1952 | EN Tourcoing                                      | Racing CF Paris                                   | AS Montpensier Alger                              |
| 1953 | EN Tourcoing                                      | SN Strasbourg                                     | Racing CF Paris                                   |
| 1954 | EN Tourcoing                                      | AS Montpensier Alger                              | EN Tourcoing                                      |
| 1955 | Racing CF Paris                                   | EN Tourcoing                                      | SN Strasbourg                                     |
| 1956 | —                                                 |                                                   |                                                   |
| 1957 | EN Tourcoing                                      | SN Strasbourg                                     | Racing CF Paris                                   |
| 1958 | SN Strasbourg                                     | EN Tourcoing AS Montpensier Alger                 |                                                   |
| 1959 | SN Strasbourg                                     |                                                   |                                                   |
| 1960 | SN Strasbourg                                     | CN Choisy-le-Roi                                  | CN Marseille                                      |
| 1961 | SN Strasbourg                                     | CN Marseille                                      |                                                   |
| 1962 | CN Choisy-le-Roi                                  | SN Strasbourg                                     | CN Marseille                                      |
| 1963 | SN Strasbourg                                     |                                                   | CN Marseille                                      |
| 1964 | EN Tourcoing                                      | CN Marseille                                      |                                                   |
| 1965 | CN Marseille                                      |                                                   |                                                   |
| 1966 | CN Marseille                                      |                                                   |                                                   |
| 1967 | CN Marseille                                      |                                                   |                                                   |
| 1968 | CN Marseille                                      |                                                   |                                                   |
| 1969 | CN Marseille                                      |                                                   |                                                   |
| 1970 | CN Marseille                                      |                                                   |                                                   |
| 1971 | —                                                 |                                                   |                                                   |
| 1972 | PC Valenciennes-Anzin                             | CN Marseille                                      |                                                   |
| 1973 | CN Marseille                                      |                                                   |                                                   |
| 1974 | CN Marseille                                      |                                                   |                                                   |
| 1975 | CN Marseille                                      |                                                   |                                                   |
| 1976 | CN Marseille                                      |                                                   |                                                   |
| 1977 | CN Marseille                                      | EN Tourcoing                                      | SC Choisy-le-Roi                                  |
| 1978 | CN Marseille                                      | SC Choisy-le-Roi                                  | EN Tourcoing                                      |
| 1979 | CN Marseille                                      | SC Choisy-le-Roi                                  | EN Tourcoing                                      |
| 1980 | CN Marseille                                      | Montmartre Natation                               | EN Tourcoing                                      |
| 1981 | CN Marseille                                      | Montmartre Natation                               | CNM Charenton                                     |
| 1982 | CN Marseille                                      | CNM Charenton                                     | SC Choisy-le-Roi                                  |
| 1983 | CN Marseille                                      | CNM Charenton                                     | EN Tourcoing                                      |
| 1984 | CN Marseille                                      | Racing CF Paris                                   | CNM Charenton                                     |
| 1985 | CN Marseille                                      | CNM Charenton                                     | CN Nice                                           |
| 1986 | CN Marseille                                      | Racing CF Paris                                   | CN Nice                                           |
| 1987 | CN Marseille                                      | Racing CF Paris                                   | CN Nice                                           |
| 1988 | CN Marseille                                      | CN Nice                                           | CNM Charenton                                     |
| 1989 | CN Marseille                                      | Cacel Nice                                        | Racing CF Paris                                   |
| 1990 | CN Marseille                                      | Cacel Nice                                        | EN Tourcoing                                      |
| 1991 | CN Marseille                                      | Cacel Nice                                        | DFC Sète                                          |
| 1992 | Cacel Nice                                        | CN Marseille                                      | DFC Sète                                          |
| 1993 | Cacel Nice                                        | CN Marseille                                      | Racing CF Paris                                   |
| 1994 | Cacel Nice                                        | CN Marseille                                      | Racing CF Paris                                   |
| 1995 | Cacel Nice                                        | CN Marseille                                      | Sauveteurs de Givors                              |
| 1996 | CN Marseille                                      | Olympic Nice Natation                             | NC Angérien                                       |
| 1997 | Olympic Nice Natation                             | CN Marseille                                      | NC Angérien                                       |
| 1998 | Olympic Nice Natation                             | CN Marseille                                      | NC Angérien                                       |
| 1999 | Olympic Nice Natation                             | CN Marseille                                      | Montpellier WP                                    |
| 2000 | Olympic Nice Natation                             | CN Marseille                                      | DFC Sète                                          |
| 2001 | Olympic Nice Natation                             | CN Marseille                                      | DFC Sète                                          |
| 2002 | Olympic Nice Natation                             | CN Marseille                                      | Montpellier WP                                    |
| 2003 | Olympic Nice Natation                             | CN Marseille                                      | SN Strasbourg                                     |
| 2004 | Olympic Nice Natation                             | CN Marseille                                      | SN Strasbourg                                     |
| 2005 | CN Marseille                                      | Olympic Nice Natation                             | Montpellier WP                                    |
| 2006 | CN Marseille                                      | Olympic Nice Natation                             | Montpellier WP                                    |
| 2007 | CN Marseille                                      | Montpellier WP                                    | Olympic Nice Natation                             |
| 2008 | CN Marseille                                      | Olympic Nice Natation                             | DFC Sète                                          |
| 2009 | CN Marseille                                      | Olympic Nice Natation                             | Montpellier WP                                    |
| 2010 | CN Marseille                                      | Montpellier WP                                    | FNC Douai                                         |
| 2011 | CN Marseille                                      | Montpellier WP                                    | Olympic Nice Natation                             |
| 2012 | Montpellier WP                                    | CN Marseille                                      | Olympic Nice Natation                             |
| 2013 | CN Marseille                                      | Montpellier WP                                    | Olympic Nice Natation                             |
| 2014 | Montpellier WP                                    | CN Marseille                                      | DFC Sète                                          |
| 2015 | CN Marseille                                      | Montpellier WP                                    | Olympic Nice Natation                             |
| 2016 | CN Marseille                                      | Olympic Nice Natation                             | Team Strasbourg                                   |
| 2017 | CN Marseille                                      | Team Strasbourg                                   | Montpellier WP                                    |
| 2018 | Team Strasbourg                                   | Pays d'Aix Natation                               | CN Marseille                                      |
| 2019 | Team Strasbourg                                   | CN Marseille                                      | Pays d'Aix Natation                               |
| 2020 | A koronavírus-járvány miatt nem avattak bajnokot. | A koronavírus-járvány miatt nem avattak bajnokot. | A koronavírus-járvány miatt nem avattak bajnokot. |
| 2021 | CN Marseille                                      | CN Noisy-le-Sec                                   | Montpellier WP                                    |
| 2022 | CN Marseille                                      | CN Noisy-le-Sec                                   | EN Tourcoing                                      |
| 2023 | CN Marseille                                      | CN Noisy-le-Sec                                   | EN Tourcoing                                      |
| 2024 | CN Marseille                                      | CN Noisy-le-Sec                                   | Pays d'Aix Natation                               |
| 2025 | CN Marseille                                      | Pays d'Aix Natation                               | Team Strasbourg                                   |

### Bajnoki címek megoszlás szerint
| Hely | Csapat                             | Címek |
| ---- | ---------------------------------- | ----- |
| 1    | EN Tourcoing                       | 46    |
| 2    | CN Marseille                       | 42    |
| 3    | Olympic Nice Natation (Cacel Nice) | 12    |
| 4    | Team Strasbourg (SN Strasbourg)    | 7     |
| 5    | Libellule de Paris                 | 5     |
| 6    | Pupilles de Neptune Lille          | 3     |
| 6    | CA Paris                           | 3     |
| 8    | Racing CF Paris                    | 2     |
| 8    | Montpellier WP                     | 2     |
| 10   | CN Choisy-le-Roi                   | 1     |
| 10   | PC Valenciennes-Anzin              | 1     |